# Hedskulderlöpare
Hedskulderlöpare (Cymindis vaporariorum) är en skalbaggsart som först beskrevs av Carl von Linné 1758.  Hedskulderlöpare ingår i släktet Cymindis, och familjen jordlöpare. Arten är reproducerande i Sverige.